# إدوارد أشلي
إدوارد أشلي (بالإنجليزية: Edward Ashley)‏ هو ممثل إنجليزي.

## وصلات خارجية
لم يتم العثور على روابط لمواقع التواصل الاجتماعي.

- إدوارد أشلي على موقع IMDb (الإنجليزية)
- إدوارد أشلي على موقع قاعدة بيانات الفيلم (الإنجليزية)